# Инумкло (Вашингтон)
Инумкло (енгл. Enumclaw) град је у америчкој савезној држави Вашингтон. По попису становништва из 2010. у њему је живело 10.669 становника.

## Демографија
Према попису становништва из 2010. у граду је живело 10.669 становника, што је 447 (4,0%) становника мање него 2000. године.
| Група             | 2000.          | 2010.         |
| Белци             | 10.276 (92,4%) | 9.467 (88,7%) |
| Афроамериканци    | 33 (0,3%)      | 52 (0,5%)     |
| Азијати           | 87 (0,8%)      | 99 (0,9%)     |
| Хиспаноамериканци | 380 (3,4%)     | 703 (6,6%)    |
| Укупно            | 11.116         | 10.669        |